# José Gregorio Briceño
 José Gregorio Briceño Torrealba, (Caicara de Maturín, estado Monagas, 25 de julio de 1965), conocido como "El Gato" es un político venezolano.

## Carrera
Inicia su vida política en 1979 como dirigente juvenil de Acción Democrática (AD). En 1984 es miembro del Buró Juvenil de AD. Al ser expulsado de AD en 1991 crea el Movimiento Independiente Cedeño (MIC). En 1992 gana las elecciones a alcalde del Municipio Cedeño. Es reelegido en ese cargo en 1995. Funda un partido llamado Movimiento Independiente Ganamos Todos (MIGATO) en 1997. En 1998 es derrotado en la competencia por la gobernación de estado Monagas, sin embargo obtiene un escaño como diputado para el Congreso Nacional. En 1999 es electo miembro de la Asamblea Nacional Constituyente.
Aspira a ser candidato a gobernador en el 2000 con el apoyo del Chavismo, pero al escoger el MVR a Miguel Gómez Briceño decide lanzarse con el respaldo de MIGATO y de otros grupos políticos distintos al MVR. Pierde las elecciones de ese año, pero queda como diputado a la Asamblea Nacional. Después de reconciliarse con el Chavismo, Briceño es elegido gobernador en el 2004. En las elecciones regionales del 2008 gana nuevamente la gobernación de Monagas El 21 de marzo de 2012, en la 7.ª memoria y cuenta del estado de Monagas, aclara que se lanzará de manera independiente por la Gobernación de Monagas el próximo mes de diciembre de este mismo año, debido a la expulsión del PSUV (Partido Socialista Unido de Venezuela) por problemas relacionados con el derrame petrolero y la planta potabilizadora del bajo Guarapiche en el Municipio Maturín Estado Monagas

## Vida personal
Sus antepasados provienen de Arévalo (España), Pedro Briceño y Verdugo, que se estableció en Santa Fe de Bogotá como Tesorero Real por 1535.Un hijo de este fue Sancho Briceño y Verdugo, Capitán a Caballo, que se estableció en Trujillo, Venezuela. Fue el gobernador electo del estado Monagas en los períodos (2004-2008 y 2008-2012). Es amigo del personaje caicareño Domingo "Tico" Bermúdez.
Su hermano Pedro Briceño también fue elegido alcalde de Caicara de Maturín en dos periodos consecutivos.